# 拉布普乡
拉布普乡（藏語：ལྷ་བུ་ཕུ་），是中华人民共和国西藏自治区日喀则市南木林县下辖的一个乡镇级行政单位。

## 行政区划
拉布普乡下辖以下地区：
普村、白村、东娘村、列那村和采穷村。